# Sam & Max: The Devil's Playhouse
Sam & Max: The Devil's Playhouse is een grafisch avonturenspel ontwikkeld door Telltale Games. Het is het vierde spel met "Sam & Max" in de hoofdrollen.
Het allereerste spel, Sam & Max Hit the Road, werd uitgebracht door LucasArts.  De andere spellen zijn van Telltale Games.
Sam & Max: The Devil's Playhouse is een episodisch spel waarvan delen over een tijdlijn van enkele maanden werden uitgebracht. Door alle delen samen loopt min of meer een rode draad, maar ze zijn afzonderlijk speelbaar. Ook heel wat personages uit Save the World en Beyond Time and Space keren in dit deel terug.

## Uitgifte episodes
| Episode                       | Release datum |
| ----------------------------- | ------------- |
| The Penal Zone                | april 2010    |
| The Tomb of Sammun-Mak        | mei 2010      |
| They Stole Max's Brain!       | juni 2010     |
| Beyond the Alley of the Dolls | juli 2010     |
| The City that Dares Not Sleep | augustus 2010 |

## Spelbesturing
In tegenstelling tot de eerdere "Sam & Max"-spellen bestuurt de speler nu zowel de hond Sam als het psychotische konijn Max.

## Personages
Deze tabel bevat enkel een omschrijving van de belangrijkste personages in het spel.
| Personage           | Omschrijving |
| ------------------- | --- |
| Sam                 | Zie Sam & Max voor het hoofdartikel over dit onderwerp. |
| Max                 | Zie Sam & Max voor het hoofdartikel over dit onderwerp. |
| Narrator            | De Narrator (= verteller) geeft in elke episode een korte introductie. In "The city that dares not sleep" blijkt dat zijn rol veel belangrijker is en komt hij effectief in het spel. |
| MoleMen             | De MoleMan is een familie van antropomorfistische mollen. De MoleMen komen ook in andere computerspellen en strips voor van Sam & Max. In dit spel fungeren ze voornamelijk als bewakers van "The Devil's Toybox". Ze beschikken over magische krachten en kunnen een vloek over iets of iemand uitspreken. |
| Generaal Skun-ka'pe | Uitgesproken als Skoenkaapee. Hij is een gorilla uit een andere dimensie en is op zoek naar "The Devil's Toybox". In zijn zoektocht wordt hij verliefd op Girl Stinky. Skun-ka'pe wordt verdreven naar "The penal zone", een gevangenis in een andere dimensie, maar weet te ontsnappen. Sam en Max spreken zijn naam uit als skunkape, dat letterlijk vertaald stinkdier-aap betekent. |
| Momma Bosco         | Sinds haar dood in Beyond Time and Space leeft ze als geest verder. Ze blijft de meest futuristische zaken uitvinden, zoals een speciale elektriciteitsdraad, een kloonfabriek, etc. Dankzij Sam & Max kan ze haar geest mengen met DNA van een familielid waardoor ze haar geest terug kan koppelen aan een lichaam. |
| Grootvader Stinky   | Hij was de oorspronkelijke eigenaar van een eerder onhygiënische snackbar. Tijdens een avonturenreis heeft zijn "dochter" Girl Stinky het restaurant overgenomen en is nog steeds, tot Grootvader Stinky zijn ongenoegen, eigenares. Het eten dat Grootvader Stinky serveert, wordt meestal gemaakt met voodoorituelen. In dit spel staat hij uiteindelijk aan de zijde van Skun-ka'pe, maar verandert van gedacht wanneer hij door het schip aanzien wordt als sous-chef in plaats van een hoge militair. Desondanks is hij aan boord wanneer het schip van Skun-ka'pe ontploft. In het labo van Momma Bosco is in het laatste deel een kloon van hem te zien. |
| Girl Stinky         | Ze is de "dochter" van Grootvader Stinky, hoewel ze in werkelijkheid het resultaat is van een voodoo-taart. Girl Stinky is een onbetrouwbaar persoon. Ze liegt meestal, doet zeer geheimzinnig en wantrouwt iedereen. Samen met haar vriend Sal tracht ze Grootvader Stinky te vermoorden. Daarnaast heeft ze zogezegd nog een relatie met Skun-ka'pe waardoor ze koningin van zijn ruimteschip wordt. |
| Sal                 | De vriend van Girl Stinky en hulpkok in Stinky's restaurant. Hij wordt door Grootvader Stinky aan de deur gezet wanneer blijkt dat Sal een levensgrote kakkerlak is. |
| Sybil               | In het laatste deel van het spel komt ze zwanger terug van haar huwelijksreis (zie: What's New, Beelzebub?) om Max, ondertussen een demonisch monster, te redden. |
| Agent Superball     | Hij is Vicepresident van de Verenigde Staten. (ter info: Max is de president: zie Abe Lincoln Must Die). Wanneer Max in een demonisch monster verandert, moet Superball een militaire aanval voorbereiden om Max te doden om zo het land te redden. |
| Papierwaite         | In 1901 is hij eigenaar van een theater. Hij is op zoek naar personen die voor hem "The Devil's Toybox" willen zoeken in de tombe van Sammun-Mak. Uiteindelijk blijkt dat hij de oergod Yog-Soggoth terug wil oproepen. In 2010 is hij conservator van het museum. Hij is nog niets verouderd ten opzichte van 1901. |
| Dr Norrington       | Een anonieme persoon wiens naam af en toe opduikt. Hij geeft in "They stole Max's brain" instructies via telepathie. |
| Yog-Soggoth         | Een oeroude god die werd aanbeden en gevreesd door de prehistorische mens en eerdere levensvormen. De naam is afgeleid van Yog-Sothoth, een fictieve kosmische godheid uit de verhalen van schrijver H. P. Lovecraft. |
| Junior              | De kleinzoon van Yog-Soggoth. Via Junior belandde "The Devil's Toybox" op Aarde. |
| Sammun-Mak          | Een Egyptische farao. Hij komt gereïncarneerd terug en komt in bezit van "The Devil's Toybox" waardoor gans de aarde wordt bestuurd zoals in het oude Egyptische Rijk. |
| Sameth & Maximus    | De overgrootvaders van Sam en Max. In tegenstelling tot Max draagt Maximus wel kleren. Verder zijn Sameth en Maximus qua karakter hetzelfde als Sam en Max. |
| Jurgen              | Een Duitse archeoloog. Hij was al enige tijd voor Sammeth en Maximus in de tombe van Sammun-Mak. Daar liep hij echter in een valstrik van de piramide waardoor hij als 2D-figuur voor eeuwig op een muur leeft in een 3D-wereld (zie ook ruimtetijd), tenzij hij kan antwoorden op het raadsel van de magische ibissen. Het lukt Jurgen om terug te keren als 3D-persoon. Hij vreest vampieren en heeft allerlei materieel om hen te bestrijden, maar kan niet beletten dat hij zelf vampier wordt. |
| Elven               | De Elven zijn de medewerkers van de kerstman. Zij zijn momenteel in Amerika op zoek naar delfstoffen en willen een speelgoed ontwikkelen dat een ware rage zal worden. |

## The Devil's Toybox
"The Devil's Toybox" (= de speelkoffer van de duivel) is een duistere speelkoffer uit een ander universum dat ontworpen werd om de "Toys of Power" (= speelgoed van macht) in op te bergen.  Hoe meer speelgoed er in de kist zit, hoe groter de kracht wordt van degene die de koffer bezit.  De kracht is zelfs zo groot dat de werkelijke realiteit (= onze leefwereld hoe we die nu ervaren) plots kan worden omgeschakeld naar een nieuwe realiteit zoals de eigenaar wenst.
De oergod Yog-Soggoth en zijn kleinzoon Junior werden door de prehistorische mens aanbeden en gevreesd.  Toen Junior zich begon te vervelen, bracht hij vanuit een andere dimensie "The Devils Playbox" over naar aarde.  De MoleMen ontwierpen een anti-wapen, Cthonic Destroyer, waarmee ze Yog-Soggoth en Junior verdreven naar hun eigen dimensie.  De speelkoffer bleef op aarde en werd duizenden-en-duizenden jaren bewaakt door gewone stervelingen.  Zo'n 6000 jaar geleden kwam ze in handen van Sammun-Mak, een arme kikkervanger.  Hij misbruikte de koffer waardoor hij een Egyptische farao werd.  Nadat Sammun-Mak stierf, werd hij tezamen met de speelkoffer begraven in een verzegelde tombe.  De koffer en de tombe werden bewaakt door MoleMen tot wanneer Sameth en Maximus ze vonden in 1901.  De speelkoffer werd overgebracht naar Amerika, maar na een incident besloten Sameth en Maximus om de koffer terug te geven aan de MoleMen.  Sindsdien wordt de koffer bewaard onder het huis waar Sam en Max tegenwoordig hun kantoor hebben.  Anno 2010 wordt de koffer gevonden.  Generaal Skun-ka'pe en Monsieur Anton Papierwaite vechten onderling om de koffer in bezit te krijgen.  Een gereïncarneerde Sammun-Mak krijgt de koffer effectief in handen en creëert een nieuwe realiteit waarin het Egyptische Rijk de ganse wereld heeft veroverd.  Uiteindelijk komt de koffer in handen van Charlie Ho-Tep die ze per toeval vernietigt. Ondanks de koffer en het speelgoed is vernietigd, blijven de krachten gedeeltelijk actief in een gemuteerde versie van Sam.

## The Toys of Power
"The Toys of Power" (= speelgoed van macht) is een speelgoedcollectie met duistere krachten.  Wie in het bezit is van dergelijk speelgoed, beschikt over bovennatuurlijke krachten.  Sommige van die krachten blijft men, onder bepaalde omstandigheden, behouden wanneer men het speelgoedstuk niet meer heeft.  Het is niet bekend hoeveel stukken speelgoed er juist in de koffer zitten, vandaar slechts een lijst van het speelgoed dat effectief door Sam & Max in het spel wordt gebruikt.
De koffer bevat eeuwenoud speelgoed, hoewel er zaken in zitten die gebaseerd zijn op moderne uitvindingen zoals de "Teleportation Telephone".  Enerzijds kan dit verklaard worden omdat de koffer uit een andere dimensie komt waar de telefoon al wel bestond, anderzijds geeft farao Sammun-Mak aan dat hij 6000 jaar geleden geen enkel idee had wat hij met dit item kon doen.
| Speelgoed                | Omschrijving |
| ------------------------ | --- |
| Futuristische Viewmaster | Wanneer men door de Viewmaster naar iemand kijkt, ziet men de nabije toekomst van die persoon onder de huidige condities. Acties kunnen er echter voor zorgen dat de toekomst wordt aangepast. Ook zal de Viewmaster regelmatig nieuwe informatie tonen. |
| Teleportation Telephone  | Wanneer men op deze telefoon een nummer kiest, wordt men fysiek geteleporteerd naar de plaats waar die telefoon of gsm zich op dat ogenblik bevindt. |
| Rhinoplasty              | Dit is een magische Silly Putty. Wanneer men deze kleverige, slijmachtige brij over een foto van een voorwerp smeert (bijvoorbeeld een foto van een bloempot), dan kan men zichzelf later omvormen tot dat voorwerp. |
| Mindreading Cards        | Wanneer je deze speelkaarten op iemand richt, kan je horen wat die persoon op dat ogenblik denkt. |
| Charlie Ho-Tep           | Dit kan men het best vergelijken met een pop die buiksprekers gebruiken. De buikspreker stelt een vraag aan de pop in zijn eigen stem. De buikspreker geeft nadien de illusie dat de pop het antwoord geeft (dat uiteraard de buikspreker zelf zegt en in gedachte had). Wanneer je Charlie Ho-Tep op iemand richt, dan komt het antwoord niet "uit de pop", maar wel uit de persoon op wie Charlie Ho-Tep is gericht. Charlie Ho-Tep is een verwijzing naar Bubba Ho-tep. |
| Astral projector         | Dit is een astrale filmprojector. Wanneer men een film afspeelt en men raakt de astrale filmprojector aan, dan zal de ziel van die persoon als een soort hologram belanden in de film. Het hologram is in staat om in die film verschillende acties uit te voeren en zaken te wijzigen. Later in het spel komt een soortgelijke diaprojector terug. |
| Can o'Nuts               | De persoon die dit magische blik opent, wordt er verkleind in opgeborgen. Na enkele seconden komt hij ongeschonden terug. |

Op PlayStation 3 is er nog een extra speelgoedstuk: Nutrition Vision.  Het voorwerp geeft op humoristische wijze een samenstelling van de nutriënten weer van het eten (of persoon) waarop je het richt.  De Nutrition Vision heeft verder geen enkel doel.

## Cthonic Destroyer
De Cthonic Destroyer is een wapen dat alle voorwerpen, zaken, personen,  ... met duistere krachten kan vernietigen of kan doen terugkeren naar de eigen dimensie.  De Cthonic Destroyer is dus ook in staat om "Devil's Toybox" en "Toys of Power"-speelgoed te vernietigen.  Ook kan de Cthonic Destoyer gebruikt worden om ziektes of aandoeningen (zoals tumoren) te bestrijden indien de oorzaak van de betreffende ziekte rechtstreeks voortvloeit uit de duistere krachten van "Devil's Toybox".

## Episode 1: The Penal Zone
Het spel start met een intro van een man die zichzelf enkel kenbaar maakt als "Narrator" (= spreker).  Van uitzicht kan men hem het best vergelijken met een 70-jarige versie van Elvis Presley.  Vervolgens ziet men generaal Skun-ka'pe in zijn ruimteschip die de stad aanvalt en de aarde aan het veroveren is.  Dan blijkt dat Sam en Max opgesloten zitten in een cel van het ruimteschip.  Verder bevinden zich op het schip nog Girl Stinky en Harry Moleman.  Een levend hersenenbrein geeft Sam en Max via telepathie instructies hoe ze Skun-ka'pe kunnen verdrijven naar "The Penal Zone".  Na de instructies te hebben opgevolgd, komt de Narrator terug in beeld.  Hij legt uit dat de vorige scène uit de toekomst komt.  Daarna komt een begingeneriek wat wordt gevolgd met Sam en Max die op straat staan.  Sam haalt van zijn hoofd een soort kijker en zegt dat hij zonet hun toekomst heeft gezien.
Daarop komt vanuit de lucht het ruimteschip van Skun-ka'pe.  Hij wil op vredevolle manier technologische informatie uitwisselen en is op zoek naar "The toys of power" en meer bepaald een speciale bril.  Voor Sam en Max is het duidelijk dat Skun-ka'pe de "Future Viewmaster" bedoelt, maar dat zijn bedoelingen allesbehalve vredelievend zijn.  Op het schip vinden Sam en Max het hersenenbrein dat dood blijkt te zijn.  Via de bril komt Max te weten dat het brein kan gered worden met "Stinky's demonische soep" en een futuristische elektriciteitskabel.  In een doorgeefluik vinden Sam en Max onder andere een voucher voor "de reis van je leven".
Daarop beslist het duo om bij Stinky's Dinner te informeren naar de demonische soep.  Grootvader Stinky wil hier niet veel over kwijt en Girl Stinky antwoordt enkel argwanend.  De viewmaster onthult dat Grootvader Stinky een berg geld zal winnen en dat Girl Stinky een verdacht telefoontje maakt.
Sam en Max gaan naar Momma Bosco's lab.  Daar vinden ze Harry MoleMan die zijn lottobiljet inruilt voor de reisvoucher.  Ook vinden Sam en Max de futuristische kabel.  Het lottobiljet geven ze aan Grootva Stinky.  Sam en Max verkrijgen nu de demonische soep en kunnen het brein vervolgens redden.  Het brein vertelt hen dat generaal Skun-ka'pe in geen geval in bezit mag komen van de "Toys of Power".  Ook onthult het brein waar de "teleportation telephone" is verborgen.  Hierop bellen Sam en Max naar de gsm van Girl Stinky en belanden zo in een achterafsteegje.  Na een zoektocht worden ze door iemand bewusteloos geslagen.  Ze ontwaken op het ruimteschip.
De acties die Sam en Max hebben gedaan, zorgden ervoor dat ze de toekomst hebben veranderd.  Hierdoor is de huidige situatie niet meer dezelfde als wat Max door de bril had gezien en kan men Skun-ka'pe vanop het ruimteschip niet verdrijven naar the penal zone, maar belanden ze er zelf in.  Sam en Max ontsnappen via de magische telefoon, maar zorgen er ook voor dat The Penal Zone wordt vernietigd.  Daarop maakt Momma Bosco een "rift generator" om vijanden terug te sturen naar een alternatieve "Penal zone". Vervolgens vinden ze een geheime gang onder hun straat waar een MoleMen-kolonie een vreemde speelgoedkoffer bewaakt.  Volgens hun oude geschriften is Max de voorbode van een apocalyps.  Even later arriveert Skun-ka'pe.  Met Momma Bosco's "rift generator" sturen ze Skun-ka'pe naar "The Penal Zone".  Alles lijkt opgelost, maar dan vinden Sam en Max in die geheime tunnel skeletten van een hond en een konijn.

## Episode 2: The Tomb of Sammun-Mak
In de intro geeft de Narrator een klein overzicht wat er in de vorige episode is gebeurd en hoe Sam en Max twee skeletten vonden.
Dit blijken de restanten te zijn van hun overgrootouders:  Sameth en Maximus.  Naast hen staat een magische astrale filmprojector met bijhorende banden.  Elke band bevat een onderdeel van hun reis naar de zoektocht naar "The Devil's Toybox".  De film is interactief.  Naargelang de gekozen acties, zal het verhaal verdergaan of afbreken.  Ten slotte loopt het verhaal asynchroon en dient men regelmatig van band te wisselen.  Zo leert men op de ene band acties of antwoorden die op een andere band dienen gebruikt te worden.

### Band 1
Sameth en Maximus wonen in het theater van Monsieur Papierwaite een show bij.  Hij is op zoek naar vrijwilligers die voor hem op zoek willen gaan naar het artefact "The Devil's Toybox" dat zich in de piramide van de Egyptische farao "Sammun-Mak" zou bevinden.  Sammeth en Maximus stellen zich kandidaat, alsook Kringle.  De kandidaten mogen pas vertrekken wanneer zij de "test van de sfinx" hebben doorstaan.  Deze bestaat uit 3 proeven:
- Maak de sfinx goedgezind
- Leer hiërogliefen lezen
- Geraak aan de andere kant van het afgesloten hek

Daarnaast vinden ze in het theater de "Can o' Nuts" dat door de elfen wordt gestolen.

### Band 2
Sammeth en Maximus slagen in "de test van de sfinx" en vertrekken per trein naar Egypte.  Wanneer de conducteur in aantocht is, ontdekken ze dat ze hun tickets zijn verloren.  Op de trein zitten verder nog een taterende Amelia Earhart, enkele elfen en Kringle (die op eigen initiatief en kosten is vertrokken).  Dankzij een list om Amelia Earhart te doen zwijgen en met behulp van "Can o' Nuts" verschalken ze de conducteur.  Eenmaal in de piramide aangekomen, vinden ze "The Devil's Toybox".  Echter hebben de MoleMen een vloek opgelegd: eenieder die het artefact aanraakt, zal sterven.  Sammeth en Maximus dienen de vloek op te heffen.  Verder vinden ze in de piramide Jurgen.  Hij is in een valstrik van de piramide getrapt en leeft nu als een 2D-wezen op de muur van de piramide.  Sammeth en Maximus kunnen hem bevrijden, maar belanden zelf als 2D-wezen op de muur.  De valstrik wordt bewaakt door twee magische stenen ibissen.  Als ze een antwoord kunnen geven op hun raadsel zullen ze worden bevrijd.

### Band 3
Sammeth en Maximus reizen met de trein terug naar Amerika, alsook Jurgen en de MoleMen.  Wanneer blijkt dat "The Devil's Toybox" uit hun cabine werd gestolen, gaan Sam en Max op zoek.  Ze maken grootvader Moleman wijs dat zijn kleindochter verliefd is op hen.  Grootvader Moleman spreekt vervolgens een vloek uit waardoor Sammeth een koe wordt.  Maximus melkt de koe waarop Sammeth terug een konijn wordt.  Met die melk en "Can o' Nuts" misleiden ze Kringle waardoor ze in zijn vertrek geraken.  Later vertellen Sammeth en Maximus dat kleindochter Moleman verliefd is op Jurgen.  Hierdoor wordt Jurgen ongewild een vampier. (zie ook: Night of the raving dead)  Ook de elfen worden misleid.  Uiteindelijk vinden Sam en Max "The Devil's Toybox" terug.

### Band 4
Eenmaal aangekomen in het theater van Papierwaite worden hen diverse vragen gesteld over hun zoektocht.  Nu komt de ware bedoeling van Papierwaite naar boven.  Met "The Devil's Toybox" wil hij een oude demon, Yog-Soggoth genoemd, vanuit een duistere dimensie terug naar aarde brengen.  Sammeth en Maximus trachten dit te voorkomen.

### Einde
Het spel keert dan terug naar Sam en Max. Sam zegt dat hij even naar het toilet moet en dat Max nergens mag aankomen. Na zijn toiletbezoek vindt Sam zijn partner Max dood terug en blijkt dat iemand zijn hersenen heeft gestolen.

## Episode 3: They Stole Max's Brain
De narrator vertelt bondig wat er in de vorige episode is gebeurd en hoe Sam zijn partner Max dood terugvond na een toiletbezoek.
Nu blijkt dat iemand Max zijn hersenen heeft verwijderd.  Sam is razend en gaat op zoek naar de dader.  Hiervoor gebruikt hij technieken die hij ooit geleerd heeft van Flint Paper, hun buurman die detective is.  Na de Molemen-familie, een aanhanger van Skun-ka'pe, Franky de rat en een Duitse toerist te hebben ondervraagd, blijkt dat een mysterieuze Dr. Norrington meer weet.  Uiteindelijk belandt Sam in het museum.  Daar vindt hij tot zijn verbazing Skun-ka'pe.  Deze laatste is kunnen ontsnappen uit "The penal zone". Hij is in gevecht met Papierwaite en wil "The devils toybox" van hem stelen.  Het levend brein uit de episode "The penal zone" werd vervangen door dat van Max omdat hij volgens Skun-ka'pe over bovennatuurlijke krachten bezit.
Verder vindt Sam nog de tombe van Sammun-Mak en diens geconserveerde hersenen.  Sam beslist om de hersenen in het dode lichaam van Max te steken.  Hierdoor reïncarneert Sammun-Mak in het lichaam van Max.  Samen beslissen ze om Skun-ka'pe en Papierwaite verder tegen elkaar op te zetten.  Uiteindelijk geraken Sam en Sammun-Mak tot aan "The Devil's Toybox".  Dan blijkt dat Sammun-Mak ooit eigenaar was van de speelgoedkist en dat hij deze terug wil.  Sammun-Mak opent de koffer en beslist om het ganse wereldbeeld aan te passen.
Vervolgens staat Sam terug voor zijn kantoor met een rugzak waarin het levend brein van Sam zit.  In deze nieuwe tijdlijn is Sammun-Mak, nog steeds in het fysisch lichaam van Max, terug farao en regeert hij de ganse wereld.  Ook Sam, geboren in deze aangepaste tijdlijn, heeft nooit anders geweten.  Enkel Max blijkt aan de verandering ontkomen te zijn, maar kan zonder fysisch lichaam niet veel doen.  Wel krijgt Max via telepathie instructies van de geheimzinnige Dokter Norrington: met een speciale breinverwijderaar moeten de hersenen van Sammun-Mak worden gestolen.  Probleem is dat Sammun-Mak burgers in een bepaalde rang plaatst.  Enkel iemand die hoog genoeg staat, mag in zijn nabije buurt komen.  Daarnaast moet Max zijn partner Sam zien te overtuigen om Sammun-Mak te vermoorden.  Na Sammun-Mak te hebben verslagen, worden zijn acties ongedaan gemaakt en keert men terug naar de eigenlijke tijdlijn.  Daar duiken plots duizenden klonen op van Max die op zoek zijn naar "Toys of Power".

## Episode 4: Beyond the Alley of the Dolls
Na een korte inleiding van de Narrator over de vorige episode, vluchten Sam en Max naar Stinky's Dinner om zich te verbergen voor de duizenden klonen van Sam.  Daar vinden ze een geheime tunnel die leidt naar een kloon-fabriek gemaakt door BoscoTech.  De geest van Momma Bosco verklaart dat zij de fabriek heeft gemaakt, maar niet verantwoordelijk is voor de klonen van Max.  Ze kan dit stoppen zodra ze een fysisch lichaam heeft.
Via een andere geheime gang belandden Sam en Max in het museum.  Daar ontdekken ze dat Dr. Norrington in werkelijkheid de demon Yog-Soggoth is.  Het mislukte ritueel van Papierwaite in 1901 (zie "The Tomb of Sammun-Mak") zorgde ervoor dat zijn lichaam een aanhangsel werd op de buik van Papierwaite.  Dankzij de krachten van Yog-Soggoth verouderde Papierwaite niet meer.  Volgens Yog-Soggoth dient de "The Devil's Toybox" vernietigd te worden met de Cthonic Destroyer.  Dankzij Momma Bosco's dimensionator, waarmee men naar andere dimensies kan reizen, komen ze in het bezit van dit apparaat.  Ondertussen zijn Girl Stinky en Sal ook in het lab.  Blijkbaar zijn ze gehypnotiseerd en volgen ze instructies.  Beiden kunnen echter overmeesterd worden.
Daarop wordt Max gevangengenomen door Charlie Ho-Tep, die in werkelijkheid een levende pop blijkt te zijn. Ook heeft Charlie ondertussen Papierwaite (en Yog-Soggoth) in een kooi opgesloten.  Charlie onthult dat hij degene is die de klonen maakt en aanvoert.  Daarnaast wil hij in bezit komen van de macht van het speelgoed. Daarom roept hij op de top van het Vrijheidsbeeld Junior op zodat ze samen kunnen spelen zoals vroeger. Met een demonisch orgel speelt hij muziek waarop de klonen het Vrijheidbeeld in stoet betreden en zich werpen in een demonische vloeistof.  Met elke kloon die in de vloeistof springt, zal Junior meer macht krijgen om terug te keren.  Sam ontdekt dat de richting van de stoet en het uitzicht van het Vrijheidsbeeld veranderen naargelang het muziekstuk Charlie op het orgel speelt.  Zo kan Sam ervoor zorgen dat Max uiteindelijk vanop de grond bij hem geraakt. Sam kan Max redden, maar kan niet verhinderen dat Papierwaite (en Yog-Soggoth) te pletter stort.  Yog-Soggoth kan met zijn laatste energie de psychische krachten van Max activeren, waardoor deze laatste die kan gebruiken zonder effectief in bezit te zijn van het speelgoed.  Sam laat Charlie in een list lopen waardoor Charlie onbedoeld zichzelf en "The Devil's Toybox" vernietigd.  Door deze vernietiging belandt Max in de demonische vloeistof waarvan hij ongewild een hoeveelheid binnenkrijgt.  Hierop verandert hij in een enorm monster dat door de straten van de stad marcheert.

## Episode 5: The City that Dares Not Sleep
De Narrator vertelt wat er in het vorige deel is gebeurd en hoe Max veranderde in een demonisch monster. Hij vraagt zich af of Max nog ooit de oude zal worden en wie er nu juist verantwoordelijk is voor alles wat in dit spel is gebeurd. 
Sam is in het labo van Momma Bosco en richt een team op om Max te redden. Sybil, Papierwaite (met Yog-Soggoth) en Sal gaan mee en dringen in het lichaam van Max. Momma Bosco geeft vanuit haar labo instructies. Agent Superball start men een plan om het land te redden en Max te vernietigen met een Maimtron-robot (zie: Sam & Max Beyond Time and Space).
Max zijn maag is ingericht als een keuken en zijn armen als fitnesszaal. Verder zijn er nog een arcadehal en zijn hersenen die worden geblokkeerd door een enorme tumor. Volgens Momma Bosco kan de tumor enkel worden verwijderd als Sam, Sybil en Papierwaite het ganse lichaam van Max kraken en overnemen.  De armen kunnen worden overgenomen na het winnen van een Twister-spel. Hierdoor komt zoveel straling vrij waardoor Sam telkens flauw valt en het spel niet kan uitspelen. Papierwaite is dankzij Yog-Soggoth beschermd.  Uiteindelijk neemt Sal de plaats van Sam in omdat een kakkerlak een sterk pantser heeft. Sal weet het spel te winnen, maar komt desondanks toch te sterven omwille van de radiatie. Volgens Momma Bosco kunnen de psychische krachten van Sam enkel worden uitgeschakeld door zijn ganse geheugen te wissen via een elektrische schok. Daarop besturen ze Sam naar een batterijenfabriek.
Vervolgens kan Sam de hersenen van Max bereiken. Daar vindt hij Max zijn super-ik: de Narrator. De Narrator is van plan om de hersenen van Max te laten opblazen zodat hij zichzelf en de ganse Amerikaanse oostkust vernietigt.  Sam kan de Narrator al snel op andere gedachten brengen. Volgens Papierwaite kan de tumor alleen worden verwijderd met de Cthonic Destroyer.
In de hersenen van Max staat ook een astrale diaprojector.  Via die projector kan Sam zich naar een kloon van zichzelf transporteren.  Zo belandt hij in een kloon op het schip van generaal Skun-ka'pe.  Daar ontdekt hij dat het schip wordt aangedreven door het levende brein van Sammun-Mak.  Hij verneemt ook dat Skun-ka'pe de Cthonic Destroyer heeft en samen met Girl Stinky in de kloonfabriek zitten.  In die fabriek ontdekt Sam dat Skun-ka'pe en Stinky een leger apen aan het klonen zijn.  Flint Paper heeft de taak op zich genomen om elke nieuwe kloon handmatig te doden in een gevecht.  Daarnaast plaatst Flint Paper een bom op de kloon van Sam.  Sam kan, met behulp van een projectie van "The Devil's Toy Box", Skun-ka'pe ervan overtuigen om de Cthonic Destroyer te ruilen met zijn bom.
Sam keert terug om de tumor te verwijderen.  Net op dat ogenblik breekt Sybil haar water.  Sam en Papierwaite discussiëren wat er nu moet gebeuren: moet Sybil eerst bevallen of moet eerst de tumor worden verwijderd?  Daarop komt de Narrator de kamer binnen.  Volgens hem moet Sybil eerst worden geholpen.  De Narrator zal de tumor wel uitschakelen.  Daarop verlaten Sam, Papierwaite (met Yog-Soggoth) en Sybil het lichaam van Max via een traanbuis.
Eenmaal buiten doorboort een Maimtron-robot het lichaam van Max. Skun-ka'pe en Girl Stinky zijn met hun ruimteschip gevlucht en bevinden zich al ergens in het heelal.  Daar krijgt Girl Stinky plots telefoon.  Blijkbaar is het Max die nog beschikt over de teleportatie-kracht.  Eenmaal aangekomen op het schip ontploft het brein van Max waardoor het ganse schip wordt vernietigd.  Op aarde rouwt men om het verlies van Max.  Zijn vrienden vragen aan Sam wat Max het liefste deed: "de criminaliteit bestrijden" (crime fighting) of "op avontuur gaan" (adventuring).  Momma Bosco tracht een kloon te maken van Max, maar blijkbaar was hij zulk ingewikkeld wezen dat het plan mislukt.  Daarop verlaat Sam het pand en gaat hij triest naar het vrijheidsbeeld.
De eindscène varieert naargelang men "Crime fighting" of "Adventuring" heeft gekozen.

### Einde 1: Crime Fighting
Aan het standbeeld rouwt Sam om Max.  Plots hoort hij achter zich een geluid.  Hij draait zich om en ziet een Mariachi-tijdmachine (zie: Beyond Time and Space).  Uit de tijdmachine stapt een vrolijke Max die blij is om Sam te zien.  Max verklaart dat Sam in een eerdere tijdreis was gemuteerd tot een enorm monster waardoor Sam uit noodzaak moest worden gedood.  Omdat beiden nu terug herenigd zijn, zij het wel via een andere tijdsdimensie, besluiten ze om samen de stad in te trekken om daar de criminaliteit te bevechten.

### Einde 2: Adventuring
Een droevige Sam legt zijn hoed op de kade. Plots landt achter Sam een Mariachi-tijdmachine.  (zie: Beyond Time and Space). Sam gaat naar de geopende tijdmachine en ziet dat deze leeg is. Plots staat Sam naast hem. Volgens Sam was Max tijdens een vorig avontuur in een enorm monster veranderd en zat er niets anders op dan Sam te doden. Omdat beiden nu herenigd zijn, zij het wel via een andere tijdsdimensie, besluiten ze om samen op avontuur te vertrekken met de tijdmachine. Even later keert de tijdmachine terug en neemt Sam zijn hoed mee. Daarop vertrekt de tijdmachine.

## Trivia
- In alle voorgaande spellen kon Sam met zijn revolver op zowat alles schieten dat niet leefde. In dit spel is dit aangepast en zegt Sam zaken zoals: dat hij beter zijn kogels kan sparen of dat hij op niemand hoeft te schieten.